# Монктон Уайлдкэтс
«Монктон Уайлдкэтс» (англ. Moncton Wildcats) — молодёжный хоккейный клуб из города Монктон, провинция Нью-Брансуик, Канада. Выступает в Главной юниорской хоккейной лиге Квебека (QMJHL), одной из трёх лиг, составляющих Канадскую хоккейную лигу (CHL). 
Франшиза появилась в сезоне 1995-96. В течение одного сезона команда называлась «Монктон Альпинес», а затем «Уайлдкэтс». С 1995 по 2018 год команда выступала в «Монктон Колизеум», а в сезоне 2018-19 переехала в «Авенир Центр». После победы в чемпионате QMJHL в сезоне 2005-06 команда принимала Мемориальный кубок 2006 года. В 2009-10 годах «Уайлдкэтс» также выиграли чемпионат QMJHL, что позволило команде принять участие в Мемориальном кубке 2010 года в Брандоне. Команда была исключена из числа участников после того, как не смогла одержать ни одной победы в круговом турнире.

## Достижения
- Чемпион QMJHL (3): 2006, 2010, 2025
- Победитель регулярного сезона (1): 2005–06;